# 국제 모국어의 날

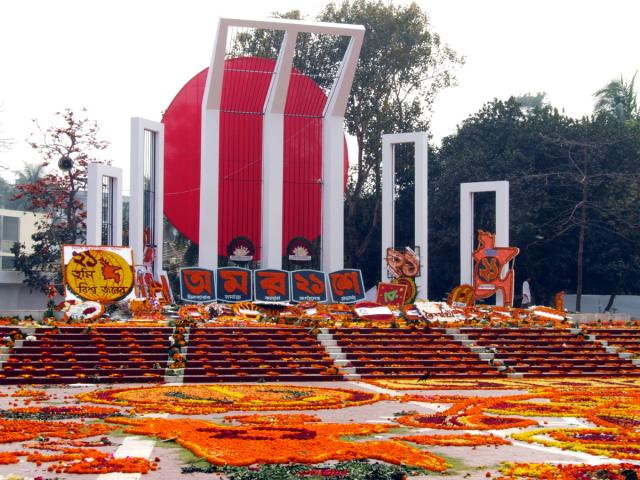

국제 모국어의 날( 國際 母國語의 날 , 영어: International Mother Language Day)은 유엔의 유네스코가 지정한 국제 기념일로, 매년 2월 21일이다.
1999년 11월 17일에 지정되었다. 언어와 문화의 다양성 , 다언어 ( 多言語 )의 사용, 그리고 각각의 모국어를 존중하자는 뜻에서 지정된 기념일이다.
1952년 2월 21일 동파키스탄(현재 방글라데시)의 다카에서 벵골어를 공용어로 인정할 것을 요구하는 시위대에 파키스탄 경찰이 발포하여 4명이 사망한 것에 기인하여 기념일의 날짜를 2월 21일로 삼았다. 이 사건 이후 벵골어 역시 동파키스탄의 공용어로 인정되었으며, 방글라데시는 독립 이후 이 날을 '언어 운동 기념일'로 지정하고 있다.

## 같이 보기
- 유엔
- 모어
- 유럽 언어의 날
- 국제 원주민의 날
- 대화와 발전을 위한 세계 문화 다양성의 날